# Język mo
Język mo, także wakde – język austronezyjski używany w prowincji Papua w Indonezji (dystrykt Pantai Timur, kabupaten Sarmi).
Według danych z 2005 roku posługuje się nim 550 osób. Jego użytkownicy zamieszkują wyspę Wakde oraz fragment północnego wybrzeża Nowej Gwinei.
Jest zagrożony wymarciem. Posługują się nim przede wszystkim osoby dorosłe, w kontaktach domowych i w obrębie lokalnej społeczności. W użyciu są również języki malajski papuaski i indonezyjski.